# 국제신문빌딩
국제신문빌딩(영어: Kookje Daily News Headquarters)은 대한민국 부산광역시 연제구 거제동에 위치한 업무시설 빌딩이다. 높이 110m, 지상 26층, 지하 6층이며 1992년에 착공하여 1994년에 완공되었다. 2010년 CPM자격취득 교육을 한다고 한다.

## 역사
1991년에 신사옥을 짓는다고 기공식이 열렸다. 1992년에 착공하여 1994년 8월 14일 국제빌딩 시대를 마감하고 국제신문빌딩 신사옥으로 이전하여 국제문화센터에 입주했다. 12월 27일에 사용이 승인되었다. 완공 후 부산광역시에서 가장 높은 마천루가 되었다. 완공 후 부산광역시에서 가장 높은 신문사 건물이 되었다.

## 높이
완공 당시 부산광역시에서 가장 높은 마천루가 되었다. 1997년까지 부산광역시에서 가장 높은 마천루였다. 2004년 국민연금 부산회관(지상 22층, 안테나/첨탑 150m, 지붕 높이 125m) 완공 후 연제구에서 국제신문빌딩(국제신문사)보다 높은 마천루가 되었다. 현재 부산광역시에서 가장 높은 신문사 건물이다.

## 특징
국제신문사가 있는 빌딩이다. 국제신문 사옥이라고 하지만 신문사가 있고 상업, 문화, 업무 등 시설이 있다. 전체 임대 면적은 오피스가 89%이고 상가는 11%로 구성되어 있다. 구조는 철근콘크리트구조, 철골철근콘크리트조다. 냉난방 방식은 냉난방이다. 승강기는 총 10대가 있고 승용은 8대, 비상화물용은 2대다. 주차공간은 489대가 있다. 자주식은 80대가 있고 기계식은 409대가 있다.

## 내부 시설
국제신문빌딩에는 부산은행 교대역지점, 삼성화재 동래지점, 삼성화재 동부산지점, 삼성화재 동부산육성지점, 삼성화재 동부산지역단, 캐논코리아 비즈니스 솔루션 부산지사, 스카이21, 한마음웨딩이벤트 등 업무시설이 있다.
| 층수                | 시설                                                                                 |
| ------------------- | ------------------------------------------------------------------------------------ |
| 26층                | 오피스                                                                               |
| 25층                | 오피스                                                                               |
| 24층                | 드마리스 플러스 뷔페, 드마리스웨딩홀, 그랑빌스                                       |
| 23층                | 오피스                                                                               |
| 22층                | 제일감정평가법인 부산지사                                                            |
| 21층                | 롯데손해보험 부산지역단, 아라산업                                                    |
| 20층                | 오피스                                                                               |
| 19층                | 오피스                                                                               |
| 18층                | 오피스                                                                               |
| 17층                | 오피스                                                                               |
| 16층                | 메트라이프 부산2 사업단 & 고객센터                                                   |
| 15층                | 오피스                                                                               |
| 14층                | 푸르덴셜생명 비전지점                                                                |
| 13층                | 서울보증보험 푸른빛대리점, 서울보증보험 동래지점, 서울보증보험 동래지점 부경탑대리점 |
| 12층                | 동리종합건설(주)                                                                     |
| 11층                | 오피스                                                                               |
| 10층                | 메트라이프생명 국제지점                                                              |
| 9층                 | 오피스                                                                               |
| 8층                 | 아주캐피탈 부산지점                                                                  |
| 7층                 | 국제신문                                                                             |
| 6층                 | 국제신문                                                                             |
| 5층                 | 국제신문, 국제소셜미디어, 걷고싶은부산, 사단법인 부산스토리텔링협의회                |
| 4층                 | 국제신문, K웨딩홀                                                                    |
| 3층                 | 오피스                                                                               |
| 2층                 | 모두투어 연제점                                                                      |
| 1층                 | 로비, 안즈 플라워, 던킨도너츠 부산국제빌딩점, 세븐일레븐 부산국제빌딩점              |
| 지하 1층            | 국제휘트니스, 국제웨딩, 케이여행사                                                   |
| 지하 6층 ~ 지하 2층 | 지하주차장                                                                           |

## 같이 보기
- 국제신문
- 부산광역시의 마천루 목록